# Dmitrij Andrejkin
Dmitrij Vladimirovič Andrejkin (in russo Дмитрий Владимирович Андрейкин?; Rjazan', 5 febbraio 1990) è uno scacchista russo, Grande maestro.
Ha ottenuto il titolo di Grande Maestro nel 2007, all'età di 17 anni.
Ha raggiunto il massimo rating FIDE nel giugno 2016, con 2743 punti Elo, numero 20 al mondo e 5º tra i giocatori russi.
Ha vinto molti campionati giovanili, con ottimi risultati in tornei sia russi sia internazionali:
- 1999: 1º nel campionato del mondo under-10 di Oropesa del Mar.
- 2001: 1º nel campionato russo under-14 di Smolensk.
- 2003: 2º-3º nel torneo open "White Knights" di San Pietroburgo.
- 2004: 2º nel torneo di Alušta.
- 2006: 1º-3º a Lipeck.
- 2008: 1º nel Innautomarket Open di Minsk.
- 2009: 1º-3º nel torneo open di Lubbock nel Texas.
- 2010: vince il campionato russo under-20 di Dagomys-Soči.
- 2010: in agosto vince campionato del mondo juniores (under-20) di Chotowa in Polonia[2].
- 2012: vince il Campionato russo.
- 2013: in settembre arriva in finale della Coppa del Mondo di Tromso, battuto solo da Vladimir Kramnik, risultato che lo qualifica per il torneo dei candidati 2014.
- 2014: in novembre vince la seconda tappa del FIDE Grand Prix 2014-2015 a Tashkent.
- 2016: in maggio ha vinto a Stoccolma l'Hasselbacken Chess Open con 7.5 punti.[3]
- 2016: in dicembre ha vinto a Tallinn il Campionato europeo Blitz con 22 punti.[4]
- 2017: in maggio vince il Campionato russo a squadre con il team della Siberia.[5]
- 2018: in settembre vince per la seconda volta il Campionato russo.
- 2019: in luglio disputa a Wenzhou un match, denominato Xinqiao Cup, sulle 4 partite a cadenza classica contro il cinese Ding Liren, vincendolo per 2,5 a 1,5.[6] In novembre a Batumi vince il Campionato Europeo a squadre nazionali da prima scacchiera.[7]